# Jurij Gazinskij
Jurij Alexandrovič Gazinskij (rusky Юрий Александрович Газинский, [ˈjʉrjɪj ɐljɪˈksandrəvjɪtɕ gɐˈzjinskjɪj]IPA; * 20. července 1989) je ruský profesionální fotbalista, který hraje na pozici defenzivního záložníka za FK Ural Jekatěrinburg.

## Klubová kariéra
V květnu 2013 podepsal Gazinskij tříletou smlouvu s FK Krasnodar. V květnu 2022 mu v Krasnodaru vypršela smlouva a musel klub opustit.
Dne 17. srpna 2022 podepsal Gazinskij dvouletou smlouvu s FK Ural Jekatěrinburg.

## Reprezentační kariéra
V srpnu 2015 byl poprvé povolán do ruské fotbalové reprezentace na Kvalifikaci na Euro 2016 proti Švédsku a Lichtenštejnsku. Za tým debutoval 31. srpna 2016 v přátelském utkání proti Turecku.
Dne 11. května 2018 byl zařazen do rozšířeného ruského týmu pro Mistrovství světa ve fotbale 2018. Dne 3. června 2018 byl zařazen do konečného týmu pro šampionát. Dne 14. června 2018 vstřelil první gól Mistrovství světa ve fotbale 2018 ve 12. minutě úvodního zápasu proti Saúdské Arábii. Rusko nakonec zápas vyhrálo 5:0. Zůstal na lavičce při výhře nad Španělskem v osmifinále, než se objevil jako náhradník při čtvrtfinálové prohře s Chorvatskem.
Dne 11. května 2021 byl jmenován náhradním hráčem ruského kádru pro Mistrovství Evropy ve fotbale 2020.

## Reprezentační góly
| Pořadí | Datum           | Místo                          | Soupeř         | Skóre | Výsledek | Soutěž                            |
| ------ | --------------- | ------------------------------ | -------------- | ----- | -------- | --------------------------------- |
| 1.     | 14. června 2018 | Lužniki Stadium, Moskva, Rusko | Saúdská Arábie | 1–0   | 5–0      | Mistrovství světa ve fotbale 2018 |